# Windsor—Tecumseh (circonscription provinciale)
Pour la circonscription fédérale, voir Windsor—Tecumseh.
Pour l’article homonyme, voir Windsor.
Circonscription électorale provinciale du Canada
Windsor—Tecumseh (auparavant Windsor—St. Clair) est une circonscription provinciale de l'Ontario représentée à l'Assemblée législative de l'Ontario depuis 1999.

## Géographie
La circonscription est située sur l'extrême sud de l'Ontario sur les rives de la rivière Détroit. La circonscription représente une partie de la ville de Windsor et la ville de Tecumseh.   
Les circonscriptions limitrophes sont Essex et Windsor-Ouest.  

## Historique
| Législature                                                                         | Années        | Député | Député              | Parti                     |
| ----------------------------------------------------------------------------------- | ------------- | ------ | ------------------- | ------------------------- |
| Windsor—St. Clair Circonscription issue de Windsor—Riverside et Windsor—Walkerville |               |        |                     |                           |
| 39e                                                                                 | 1999-2003     |        | Dwight Duncan       | Libéral                   |
| 39e                                                                                 | 2003-2007     |        | Dwight Duncan       | Libéral                   |
| Windsor—Tecumseh                                                                    |               |        |                     |                           |
| 39e                                                                                 | 2007-2011     |        | Dwight Duncan       | Libéral                   |
| 40e                                                                                 | 2011-2013     |        | Dwight Duncan       | Libéral                   |
| 40e                                                                                 | 2013-2014     |        | Percy Hatfield (en) | Néo-démocrate             |
| 41e                                                                                 | 2014-2018     |        | Percy Hatfield (en) | Néo-démocrate             |
| 42e                                                                                 | 2018-2022     |        | Percy Hatfield (en) | Néo-démocrate             |
| 43e                                                                                 | 2022–2025     |        | Andrew Dowie        | Progressiste-conservateur |
| 44e                                                                                 | 2025–en cours |        | Andrew Dowie        | Progressiste-conservateur |

## Circonscription fédérale
Depuis les élections provinciales ontariennes du 4 octobre 2007, l'ensemble des circonscriptions provinciales et des circonscriptions fédérales sont identiques.